# Amedeo Amadei
Amedeo Amadei (Frascati, Provincia de Roma, 26 de julio de 1921 - Grottaferrata, 24 de noviembre de 2013) fue un futbolista y director técnico italiano. Se desempeñaba en la posición de delantero.

## Selección nacional
Fue internacional con la selección de fútbol de Italia en 13 ocasiones y marcó 7 goles. Debutó el 27 de marzo de 1949, en un encuentro amistoso ante la selección de España que finalizó con marcador de 3-1 a favor de los italianos.

### Participaciones en Copas del Mundo
| Mundial                        | Sede   | Resultado    |
| ------------------------------ | ------ | ------------ |
| Copa Mundial de Fútbol de 1950 | Brasil | Primera fase |

## Clubes

### Como futbolista
| Club            | País   | Año       |
| --------------- | ------ | --------- |
| A. S. Roma      | Italia | 1936-1938 |
| Atalanta B. C.  | Italia | 1938-1939 |
| A. S. Roma      | Italia | 1939-1948 |
| Inter de Milán  | Italia | 1948-1950 |
| S. S. C. Napoli | Italia | 1950-1956 |

### Como entrenador
| Club                                   | País   | Año       |
| -------------------------------------- | ------ | --------- |
| S. S. C. Napoli                        | Italia | 1956-1961 |
| A. S. Lucchese                         | Italia | 1963      |
| Frosinone Calcio                       | Italia | 1966-1967 |
| Selección femenina de fútbol de Italia | Italia | 1972-1978 |

## Palmarés

### Campeonatos nacionales
| Título  | Club       | País   | Año     |
| ------- | ---------- | ------ | ------- |
| Serie A | A. S. Roma | Italia | 1941-42 |